# Weinmannia richii
Weinmannia richii är en tvåhjärtbladig växtart som beskrevs av Asa Gray. Weinmannia richii ingår i släktet Weinmannia och familjen Cunoniaceae. Inga underarter finns listade i Catalogue of Life.